# Bacteriúria
Bacteriúria é um termo médico para a presença de bactérias em uma cultura de urina não ocasionada por contaminação durante a coleta. Quando associada a sintomas, como ardor ao urinar (disúria), aumento da frequência de micção (poliúria) e febre, indica uma infecção bacteriana do trato urinário. Quando é assintomática, não costuma exigir tratamento, exceto em grávidas.

## Significado clínico
Pequena quantidade de bactérias pode significar:
- Contaminação da amostra, geralmente por Streptococcus, lactobacilos, Gardnerella ou Corynebacterium;
- Fase precoce de infecção urinária;
- Diluição urinária devido a maior ingestão de líquidos;
- Bactérias de crescimento lento, como o Staphylococcus saprophyticus (nesse caso, mais de 1000 UFC/mL já indicam infecção urinária);
- Síndrome uretral por bactérias que não crescem nos urocultivos habituais, como micobactéria, Ureaplasma urealyticum, Neisseria gonorrhoeae ou Mycoplasma.

## Bactérias mais comuns
Bactérias na urina, especialmente os bacilos gram-negativos, podem indicar cistite, uretrite, prostatite ou pielonefrite:
- Escherichia coli (80%–85% das infecções urinárias adquiridas na comunidade e 27% das associadas a cateter urinário);
- Staphylococcus saprophyticus (5–10% das infecções urinárias adquiridas na comunidade);
- Klebsiella (11% das infecções urinárias associadas a cateter urinário);
- Pseudomonas (11% das infecções urinárias associadas a cateter urinário);
- Enterococcus (7% das infecções urinárias associadas a cateter urinário).

## Tratamento
Casos assintomáticos de bacteriúria apenas devem ser medicados com antibióticos quando houver um risco alto de desenvolver infecções urinárias, como em mulheres grávidas, crianças com refluxo vesicouretral e pessoas com problemas renais crônicos. Cefalexina ou nitrofurantoína podem ser usadas na gravidez, sendo bastante eficientes contra as causas mais comuns.